# Ken Seng
Kenneth Seng (* 20. Jahrhundert in Chicago, Illinois) ist ein US-amerikanischer Kameramann.

## Leben
Ken Seng studierte am Columbia College Chicago und ist seit Ende der 1990er Jahre als Kameramann für Film und Werbeclips tätig. Zu seinen bekannten Filmen zählen Step Up 3D (2010), Project X (2012), Deadpool (2016) und Terminator: Dark Fate (2019). Insgesamt wirkte er an mehr als 40 Produktionen, darunter Kurzfilme und TV-Folgen, mit.

## Filmographie (Auswahl)
- 1999: Tarpaulin
- 2004: Zombie Honeymoon
- 2006: Street Thief
- 2007: Khuda Ke Liye
- 2008: Quarantäne (Quarantine)
- 2008: The Poker House
- 2009: Schön bis in den Tod (Sorority Row)
- 2010: Step Up 3D
- 2012: Project X
- 2012: Disconnect
- 2013: Bad Words
- 2015: Die gesammelten Peinlichkeiten unserer Eltern in der Reihenfolge ihrer Erstaufführung (The Family Fang)
- 2016: Deadpool
- 2019: Terminator: Dark Fate
- 2019: Killerman
- 2023: They Cloned Tyrone
- 2025: Back in Action